# Municipio de San Juanito de Escobedo
El municipio de San Juanito de Escobedo es uno de los ciento veinticinco municipios que se encuentran divididos en el estado de Jalisco en el Occidente de México, se encuentra localizado en la región Valles. Según el Censo de Población y Vivienda 2020 del INEGI, tiene un total de 9,433 habitantes. Su cabecera es la localidad homónima.

## Historia
La fundación de esta población data desde antes de la conquista, en 1512. En el año de 1524 pasó por aquí en su viaje a Tepic, el conquistador español Francisco Cortés de San Buenaventura. Esta región estaba habitada por tribus chichimecas cuyos caciques eran Tenamaxtli, señor de Nochistlán y Coaxicar, señor éste de Xochiltepec.
La conquista que se inicia hacia 1529, tuvo como consecuencia posterior la fundación de Etzatlán y de aquí se emprende la catequización a toda la región. La conquista la efectuó Nuño de Guzmán. En 1541, durante la rebelión de la Guerra del Mixton en la que se extendió la violencia, Fray Juan Calero, conocedor de la lengua indígena, solicitó hablar con los indios que se encontraban en el cerro de Tequila, pero al no tener éxito fue perseguido y muerto junto con su comitiva ( fray Juan Calero fue enterrado en San Juanito de Escobedo, el 16 de junio de 1541). En el lugar de su muerte se levantó una ermita donde poco a poco se fueron instalando a su alrededor algunas familias, ya que por 1700 se le llamaba Pueblo Nuevo de San Juan; en este siglo se le cambió el nombre a San Juanito.
El San Juan del siglo XVII se trazó conforme a las Ordenazas españolas, con iglesia, plaza y calles a cordel. A principios del siglo XIX En 1700 el pueblo fue fundado por cinco familias provenientes de Magdalena. Por 1870 y 1875 se asentó en San Juanito el sacerdote Jesús Ramos, quien fue el estímulo para el progreso. Le sucedió el padre Manuel Baz. Para 1910 contaba ya con 1,875 habitantes.
El 30 de enero de 1939 se elevó, por decreto del Congreso, a la categoría de cabecera la comisaría de San Juanito; inmediatamente después, el 7 de febrero, fue erigido por decreto en municipio, con localidades segregadas de Etzatlán, disponiéndose que la cabecera municipal llevara el nombre de Antonio Escobedo, según decreto número 4499. Se cambió de nombre en memoria del que fuera varias veces gobernador del Estado en los años de 1836-37-41-44 y 48, y a quien se debió la construcción de la antigua penitenciaría en parte de los terrenos donde ahora se encuentra el parque de la Revolución. Su primer presidente municipal fue José María Ávila. Perteneció al 12 cantón de Tequila.

## Demografía
De acuerdo al censo del año 2020, la población total del municipio fue de 9,433 habitantes, de los cuales 4,720 eran hombres y 4,713 mujeres. El grado promedio de escolaridad de personas de 15 y más años de edad, fue de 8.7 años. En el municipio hay alrededor de 2,665 viviendas particulares habitadas.

### Localidades
En el censo de 2020 el municipio de San Juanito de Escobedo contaba con 13 localidades.
| Código INEGI      | Localidad               | Población (2020) |
| ----------------- | ----------------------- | ---------------- |
| 140070001         | San Juanito de Escobedo | 5 595            |
| 140070012         | San Pedro               | 1 150            |
| Otras localidades | Otras localidades       | 2 688            |
| Total municipal   | Total municipal         | 9 433            |

## Escudo de armas
Es un escudo cortado y presenta la forma del escudo español semicircular o de medio punto.
El montículo representa la isla de Atitlán donde se fundó una capilla, en 1538, por iniciativa de los frailes del convento de Etzatlán. El nuevo asentamiento se llamó San Juan Atlitic y permaneció ahí hasta 1596 cuando sus pobladores fueron desalojados por órdenes de D. Gaspar de Zúñiga y Acevedo.
El arco y la flecha representan a los pobladores indígenas de la región. Estos elementos de guerra también aluden al valor del cacique de Xochitepec (Magdalena) Coaxícar quien promovió, en 1538, una gran rebelión convocando a los caciques de Etzatlán, Ahuacatlán y Hostotipaquillo.
La cruz en un montículo de piedras representa el lugar donde fue masacrado Fray Juan Calero o del Espíritu Santo, justo donde hoy se encuentra la parroquia de San Juanito. Según el historiador Luis Pérez Verdía, esto aconteció el 10 de junio de 1541 cuando el religioso se decidió a ir solo a convencer a los indígenas que participaban en la rebelión acaudillada por Coaxícar para que volviesen a la sumisión, pero los insurrectos le respondieron con flechas, pedradas y macanazos acabando con su vida.
La mano extendida indicando las iniciales en la bordura representa a las cinco familias fundadoras del actual San Juanito, de apellidos Ruiz, Meza, Orendáin, Montes y García. Tomaron como centro de la población la rústica ermita que se había construido para señalar el sitio en que fue muerto Fray Juan Calero dándole por nombre Pueblo Nuevo de San Juan Atitlic.
El listón que está sobre el escudo ostenta las fechas 1700 y 1939. La primera se refiere al año de la fundación del Pueblo Nuevo de San Juan Atlitic y la segunda es el año en que fue elevado a  municipio.
Los colores tienen el siguiente significado:
Amarillo (oro): simboliza el valor demostrado por nuestros antepasados indígenas al enfrentarse a las huestes españolas aún careciendo de armas que compitieran con las hispanas.
Verde (olivo): con coronas de olivo se premiaba en Grecia a los vencedores de los Juegos Olímpicos y a quienes habían prestado servicios excepcionales a la Patria. Así el gran tlatoani de esta región Coaxícar mereció la corona de olivo por su inquebrantable lucha por sacudirse a los conquistadores.
Azul: el agua de aquella hermosa laguna que el maná les obsequió a los indígenas que poblaron las riveras de la misma.
Rojo: la sangre de nuestros antepasados que mancharon la tierra de la Nueva Galicia pisoteada por los advenedizos  crueles y sanguinarios, sedientos de riquezas que para muchos de ellos fue su más trágico epílogo.
Diseñado por el señor Antonio Domínguez Ocampo, fue un obsequio que hizo a su pueblo en el año de 1988 según consta en un certificado expedido por el C. Pedro González González, presidente municipal en el período 1986-1988.
Su adopción oficial data del mes de enero de 1997.

## Descripción geográfica

### Ubicación
San Juanito de Escobedo se localiza en el centro oeste del estado de Jalisco, entre las coordenadas 20°43′15″ a 20º54’00" de latitud norte y 103°5′30″ a 104º05’45" de longitud oeste; a una altitud de 1360 metros sobre el nivel del mar.

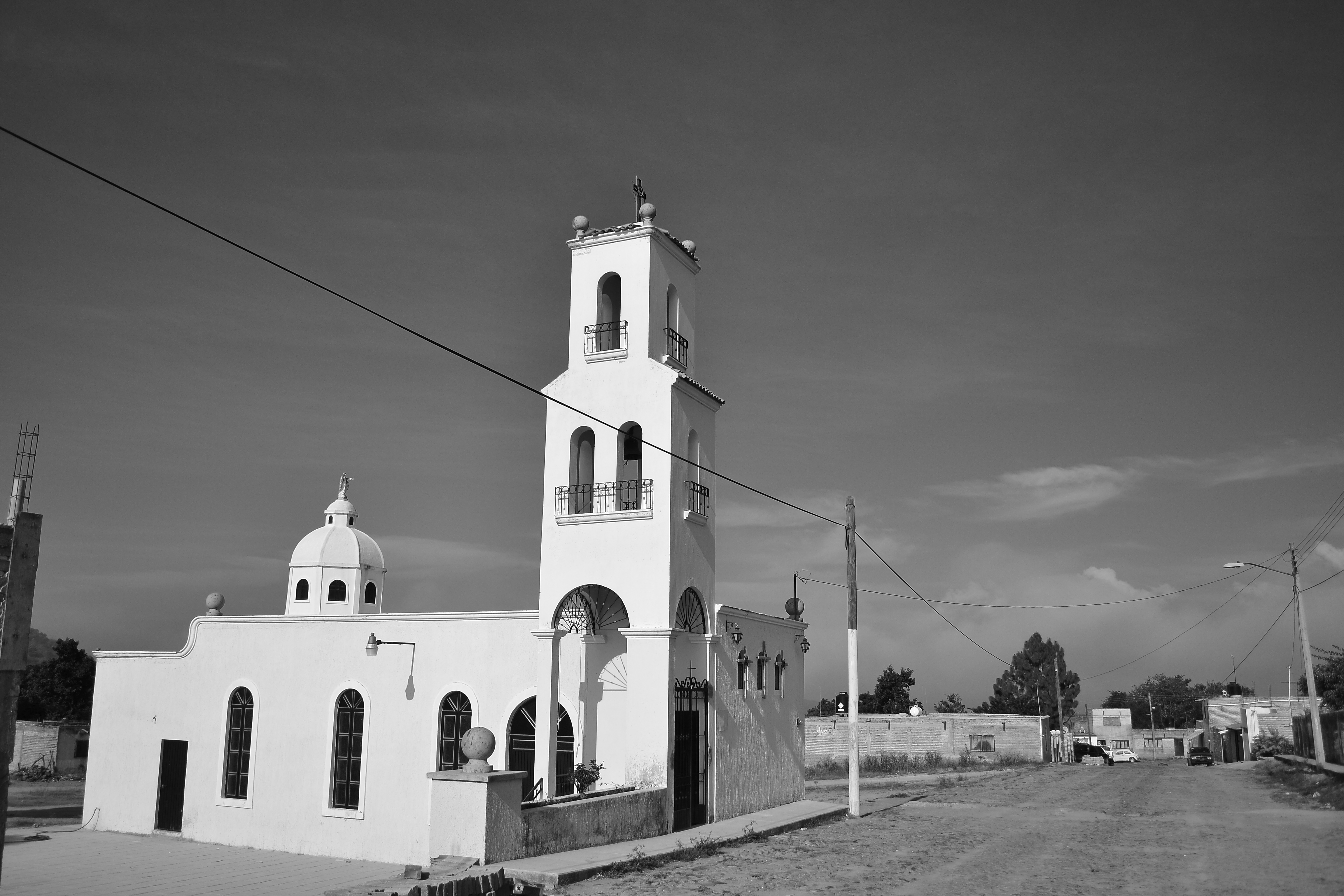
Iglesia Colonia Lázaro Cárdenas

El municipio de colinda al norte con el municipio de Magdalena; al este con los municipios de Magdalena, Tequila y Ahualulco de Mercado; al sur con los municipios de Ahualulco de Mercado y Etzatlán; al oeste con los municipios de Etzatlán y Magdalena. 

### Orografía
Su superficie está compuesta por zonas planas (60%), zonas semiplanas (26%) y zonas accidentadas(14%). En sus alrededores se encuentran parte de los cerros: Piedra Rosilla, Calabazas y Los Reyes; Las Lomas: La Víbora y Ojo de Agua.
Suelos. El territorio está conformado por basaltos, con manchas de toba y brecha volcánica. La composición de los suelos es de tipos predominantes Feozem Háplico y Lúvico y Cambisol Crómico en lomas y cerros; en las partes bajas hay luvisol.
El municipio tiene una superficie territorial de 10,494 hectáreas, de las cuales 6,195 son utilizadas con fines agrícolas, 2,794 en la actividad pecuaria, 1,200 son de uso forestal y 305 hectáreas son suelo urbano. En lo que a la propiedad se refiere, una extensión de 1,373 hectáreas es privada y otra de 9,121 es ejidal; no existiendo propiedad comunal.

### Hidrografía

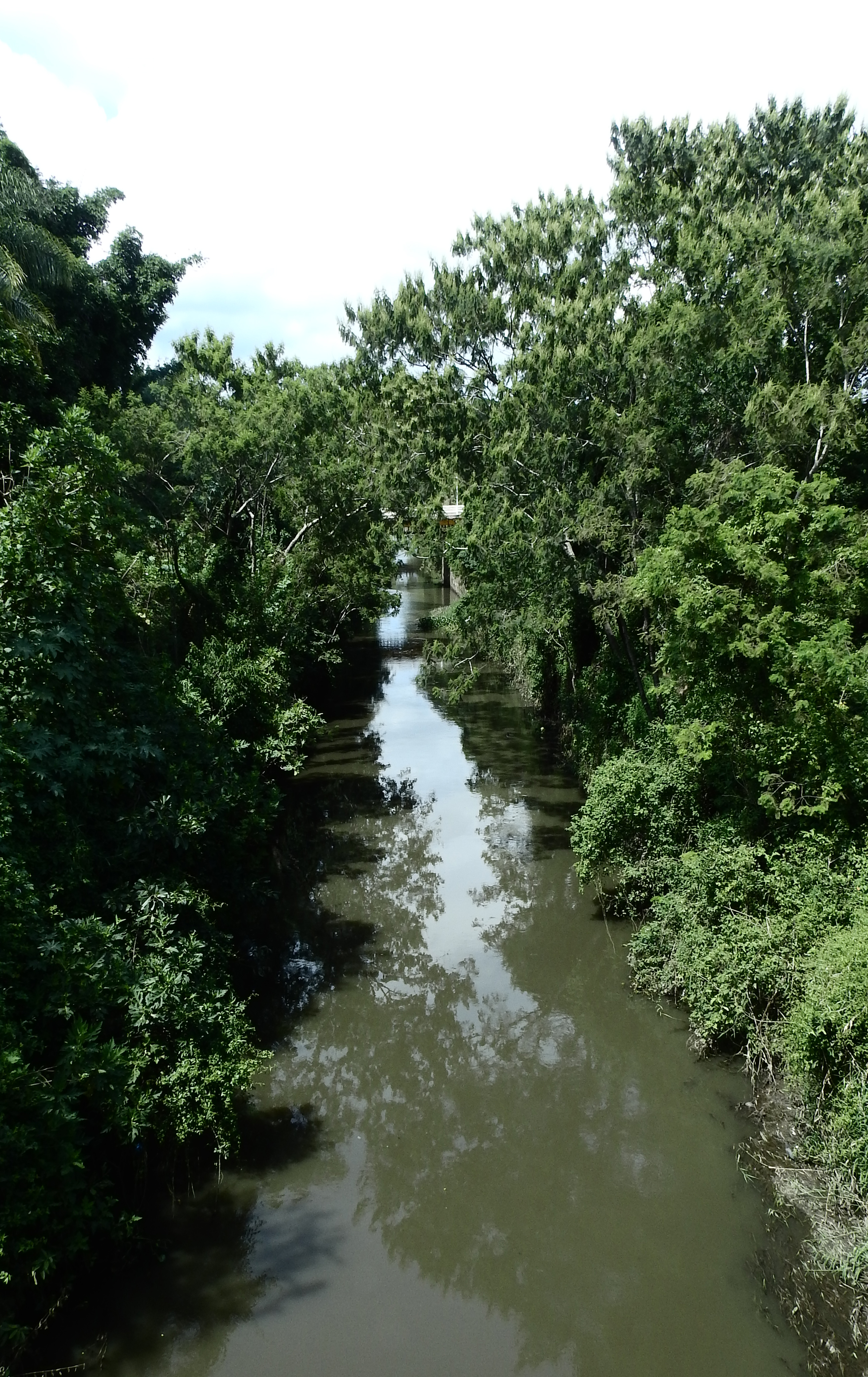
Canal o tajo

Sus recursos hidrológicos son proporcionados por la cuenca Lerma-Santiago y Pacífico-Centro. No tiene ningún río que cruce su territorio. Pertenece al sistema del riego del Valle de la Magdalena fungiendo como basculador y regulador de los excedentes de las lluvias. Cuenta con los arroyos: Los Robles, Los Laureles, La Sidra y Piedras Negras. Al sur de la cabecera se encuentra la Laguna Colorada.

### Clima
El clima es semiseco y semicálido. La temperatura media anual es de 21.3°C. El régimen de lluvias se registra de junio a septiembre, contando con una precipitación media de los 880 milímetros. El promedio anual de días con heladas es de 26.5. Los vientos dominantes son en dirección al suroeste.

### Flora y fauna

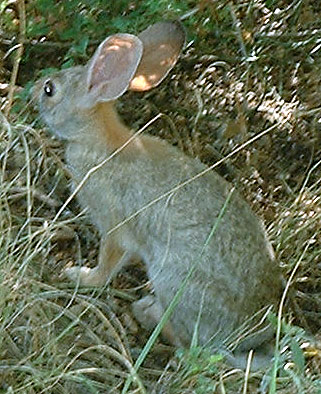
La liebre habita en el municipio.

La vegetación está compuesta básicamente de pino, roble, encino, palo dulce, pochote, higueras y monte negro.
La fauna se compone del venado, el armadillo, el tejón, el jabalí, la liebre, el conejo, la ardilla, el coyote y codorniz; aves como patos güilotas y peces como carpa y mojarra.

## Economía
Agricultura. Se cultiva: caña de azúcar, maíz, agave tequilero, garbanzo y trigo.
Ganadería. Se cría ganado bovino y porcino.
Industria. Existen varias fábricas de tequila; una fábrica de hojas de maíz; además de otros establecimientos dedicados a la producción de productos alimenticios como tortillas, pan,pizzas, nieve y paletas.
Comercio. Se cuenta con ferreterías, expendios de vinos y licores, papelerías, neverías, tiendas de telas, ropa hecha y artículos varios.
Servicios. Existen talleres mecánicos, reparación de bicicletas, hospedaje, servicios de fotocopiado, estudio fotográfico y giros dedicados a la preparación de alimentos.

## Sitios turísticos
Arquitectura
- Hacienda Santa Fe
- La Martineña
- Templo de la Virgén del Pueblito
- El palacio del colcal

Artesanías

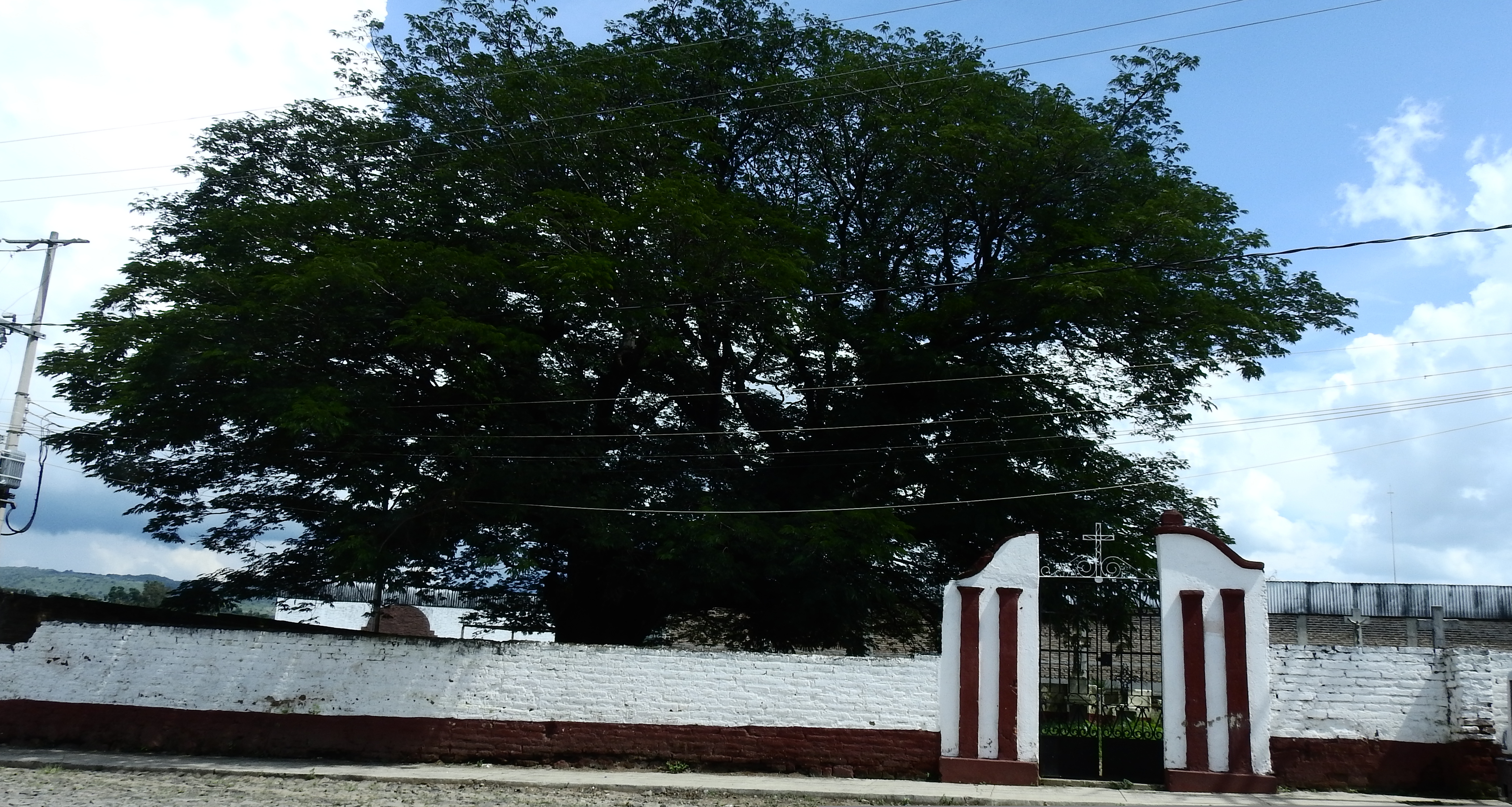
Antiguo Cementerio municipal

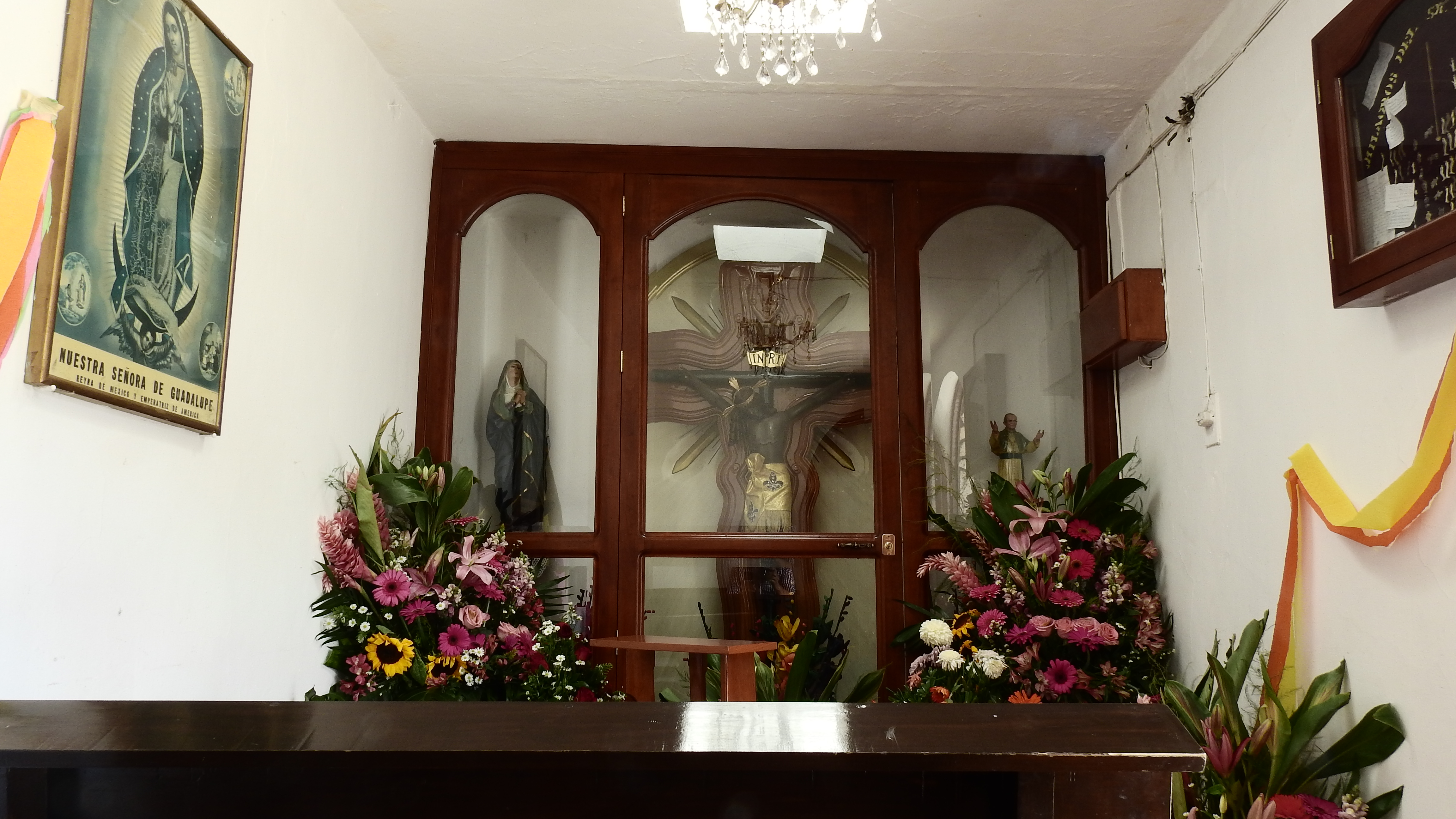
Capilla del Señor de la Ascensión

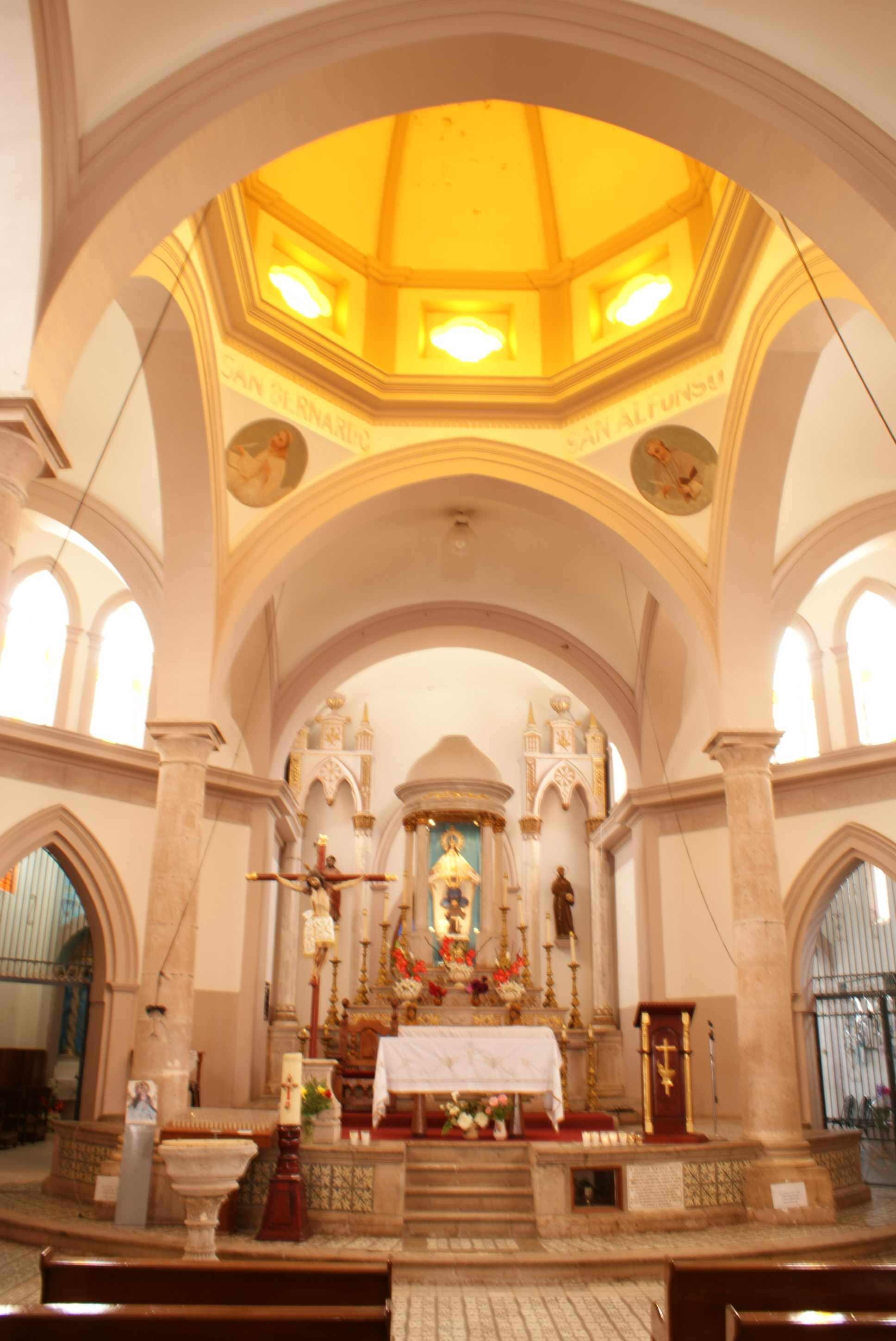
Templo de la Virgen del Pueblito

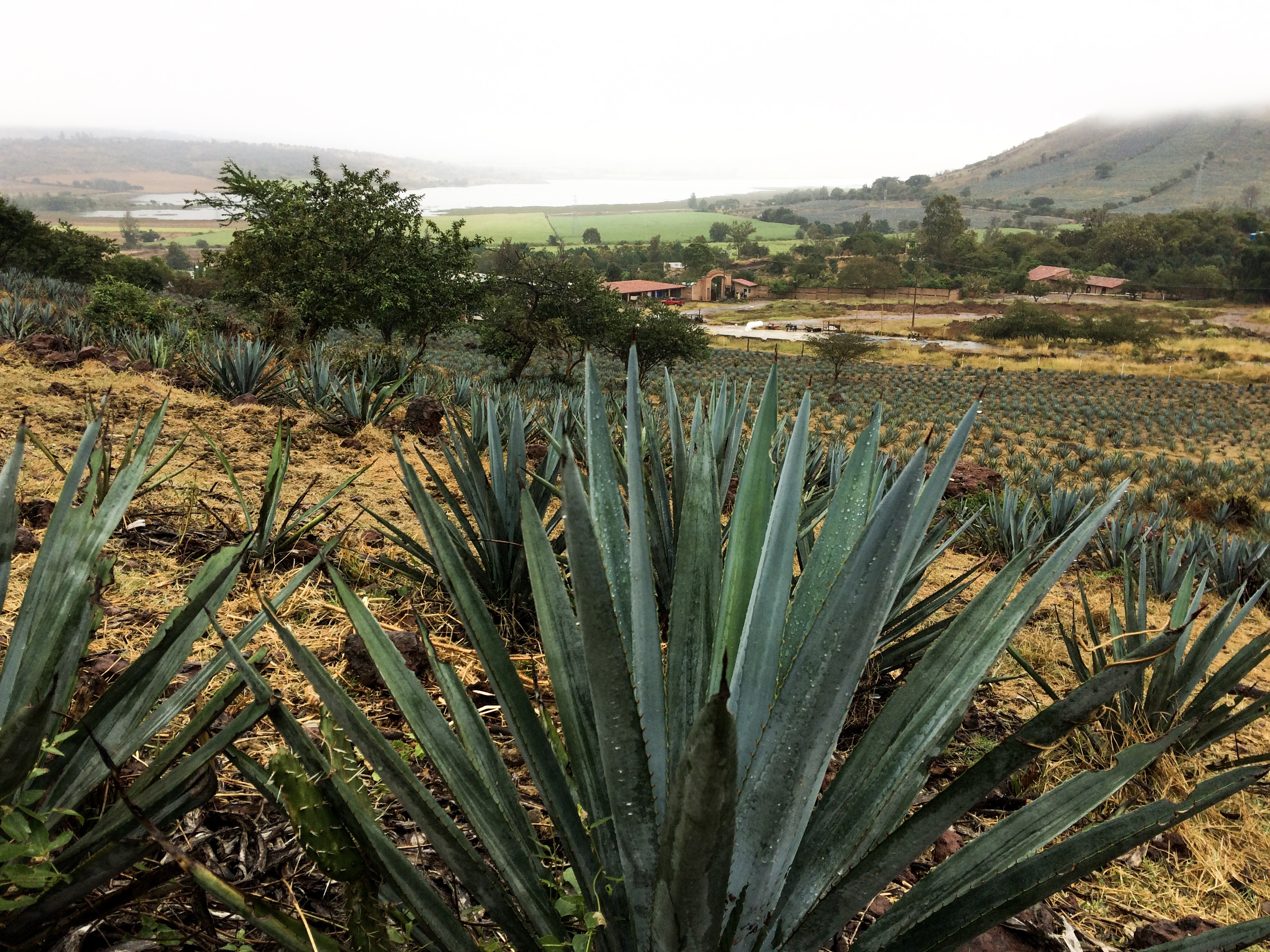
Paisaje Agavero y Laguna Colorada

- Elaboración de: petates y sopladores de hule. Vendedor de las mejores palomas del mundo

Lagos y lagunas
- Laguna Colorada.

#### Gastronomía
Gorditas de maíz.

## Hermanamiento

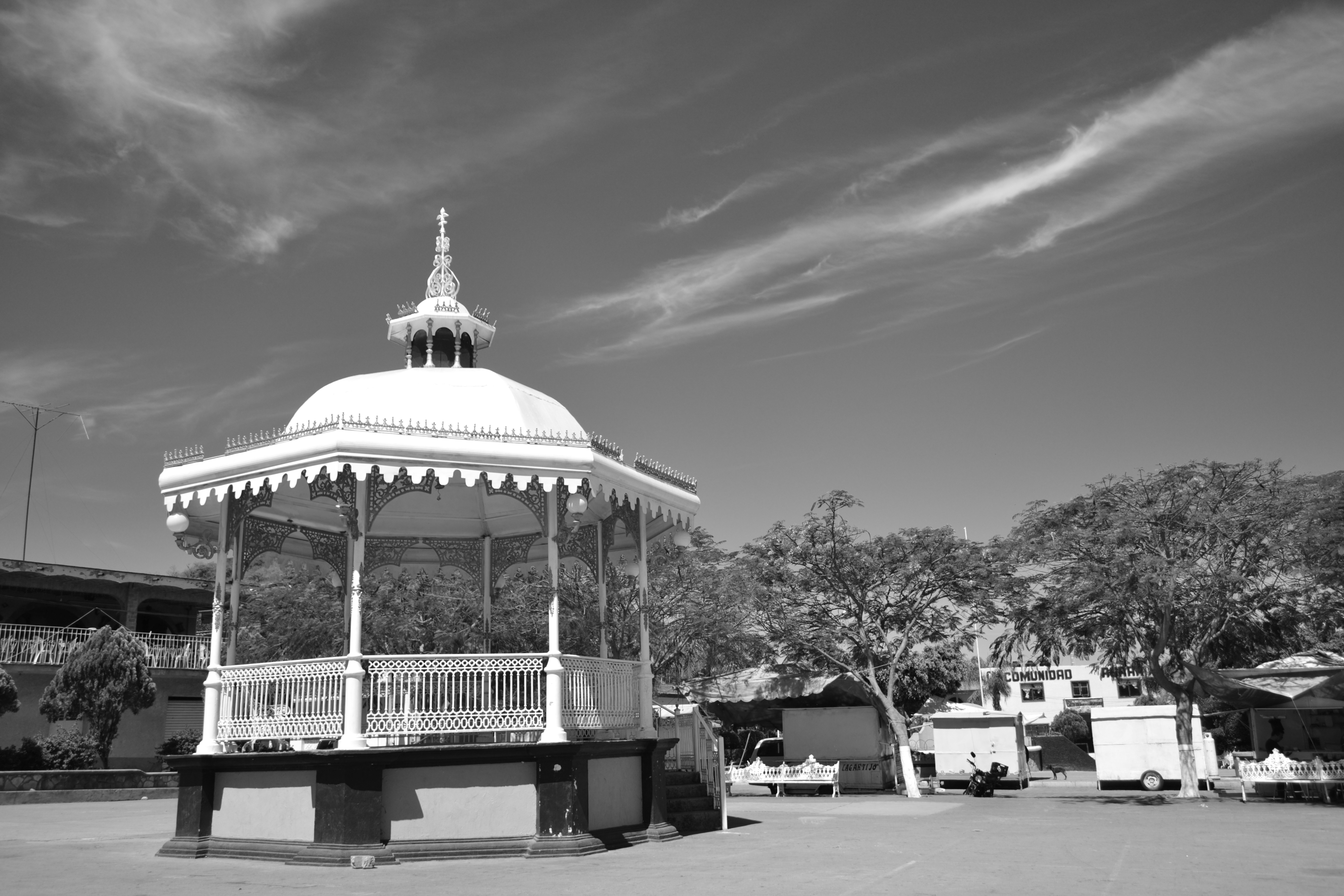
Kiosko Plaza Principal

- Kiosko Plaza Principal Andalucía: Bollullos de la Mitación (2006)[9][10][11]